# George Town, Penang
Về các địa danh khác có cùng tên George Town, xem George Town (định hướng)
Penang được chuyển hướng về đây, về bang cùng tên, xem bài Penang.
George Town là thành phố thủ phủ bang Penang của Malaysia nằm ở mũi phía đông bắc của đảo Penang. Với 708.127 người vào năm 2010, đây là thành phố đông dân thứ ba ở Malaysia, còn Khu thành phố Đại Penang là khu đô thị lớn thứ hai tại Malaysia với 2.412.616 người. Phần lõi lịch sử của George Town được UNESCO công nhận là Di sản thế giới từ năm 2008.
Thành phố được thành lập năm 1786 như là một điểm trung chuyển bởi thuyền trưởng Francis Light, một nhà buôn của Công ty Đông Ấn thuộc Anh khiến nó trở thành khu định cư người Anh đầu tiên ở Đông Nam Á. Cùng với Singapore và Malacca, George Town đã trở thành một phần của Các khu định cư Eo biển, trở thành thuộc địa của Vương quốc Anh vào năm 1867. Nó bị Nhật Bản khuất phục trong Chiến tranh thế giới lần thứ hai, trước khi bị người Anh chiếm lại vào cuối chiến tranh. Không lâu trước khi Mã Lai giành được độc lập từ Anh vào năm 1957, George Town đã được tuyên bố là một thành phố bởi Nữ hoàng Elizabeth II, biến nó trở thành thành phố đầu tiên trong lịch sử hiện đại của Malaysia.
Do sự xen kẽ của các sắc tộc và tôn giáo khác nhau đã đến bờ biển của khu vực này, George Town đã có được có số lượng lớn công trình mang Chủ nghĩa chiết trung của phong cách kiến trúc thuộc địa và châu Á. Nó cũng nổi tiếng là thủ đô ẩm thực của Malaysia với các món ăn đường phố khác biệt và có mặt khắp nơi. Hơn nữa, thành phố này có các di sản văn hóa độc đáo, như di sản của những người Peranakan vẫn còn nhìn thấy thông qua kiến trúc và ẩm thực của Penang.
Thành phố George Town là nơi có Khu công nghiệp tự do Bayan Lepas, một trung tâm sản xuất công nghệ cao được coi là Thung lũng Silicon của phương Đông. Thành phố cũng đóng vai trò là trung tâm tài chính của miền bắc Malaysia và là trung tâm du lịch, y tế quan trọng nhất của quốc gia. Về giao thông, Sân bay quốc tế Penang nối liền thành phố George Town với một số thành phố lớn khác trong và ngoài nước, trong khi phà nhanh, Cầu Penang 1 và Penang 2 nối thành phố với phần còn lại của Bán đảo Mã Lai. Trong khi đó, Cầu tàu Swettenham của George Town nổi lên như là một trong những cảng tàu du lịch bận rộn nhất Malaysia.

## Hình ảnh

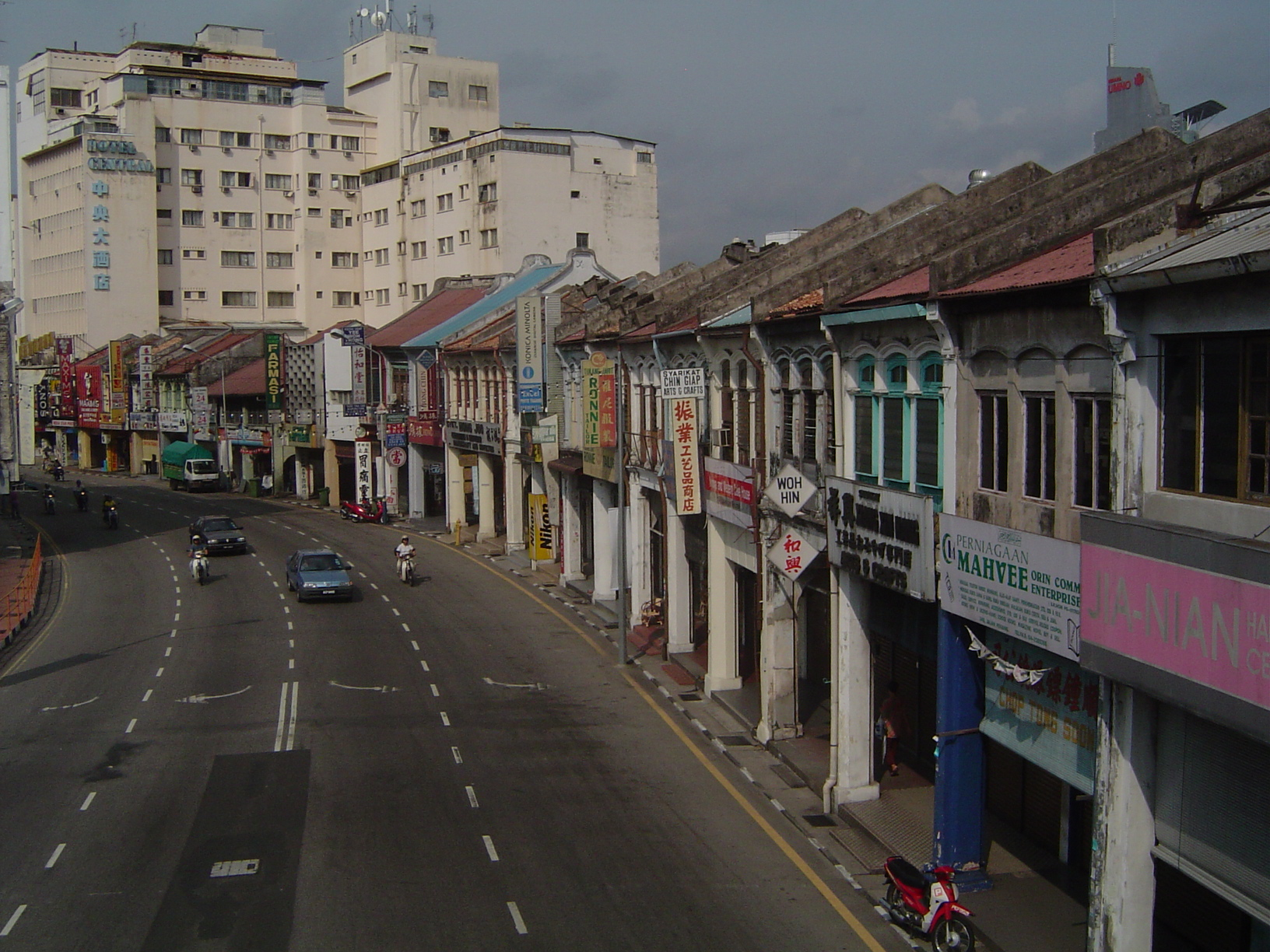
Jalan Penang (Đường Penang)
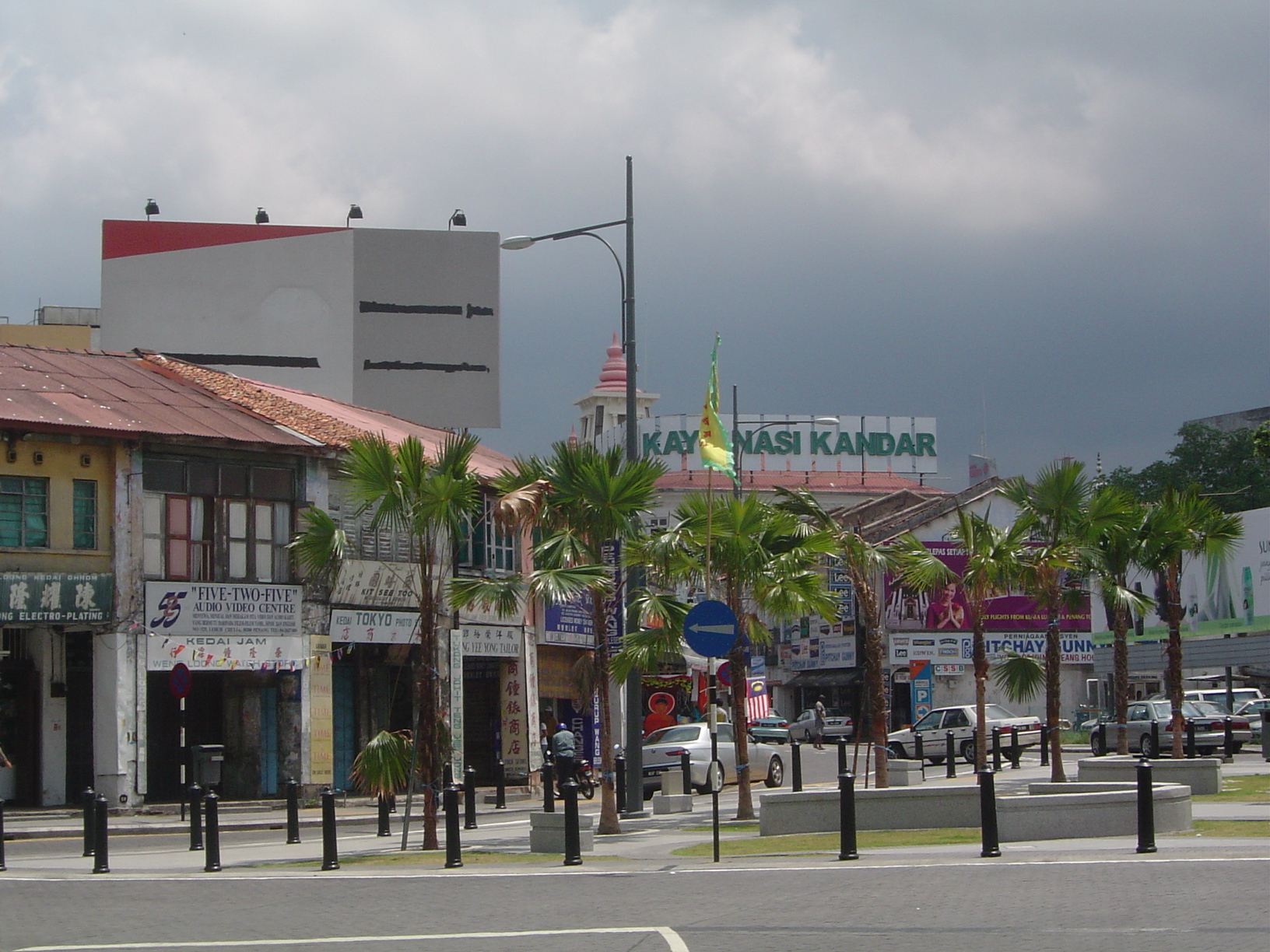
Lebuh Chulia (Phố Chulia)